# 幅広いアプローチ
幅広いアプローチ（はばひろいアプローチ）、ブローダーアプローチ (broader approach, BA) とは、核融合炉の原型炉DEMOを目指したITERを補完する研究プロジェクトである。

## 概要
実施主体は日本と欧州連合であり、実施箇所は日本の六ヶ所村と那珂市で実施される。これは、ITERサイトをフランスのカダラッシュに誘致することにし、六ヶ所村が候補を降りた見返りの一つとして行われる研究プロジェクトである。
実施される計画は発電実証に必要な材質を検証する国際核融合材料照射施設(IFMIF)の設計、ITER遠隔実験、原型炉設計やシミュレーションを行う施設である国際核融合エネルギー研究センター、JT-60に超電導コイルを導入するなどの改良を加えるサテライトトカマク装置JT-60SAであり、前2者は元々ITER候補地であった六ヶ所村に位置し、JT-60SAは元々JT-60のある那珂市で実施される。

## 組織
- 日本政府とユーラトムから委員が出て、国際法人格を有する「ブローダーアプローチ事業委員会」があり、プロジェクトオフィスとして機能。
- 事業委員会の下に、各事業部門ごとに、事業委員会を設立し、事業長3名からなる組織を有する。
- 事業部門
  - 国際核融合材料照射部門が、工学設計段階にある研究部門（事業長：パスカル・ギャラン）
  - 国際核融合エネルギー研究部門が、基礎研究部門（事業長：荒木政則）
  - JT-60SAが、サテライト・トカマク装置部門、実証試験部門（事業長：石田真一）

## 六ヶ所サイト
- 国際核融合材料照射部門は、高速中性子によって生じる材料の放射化についての研究を行う研究所。この基礎研究によって、将来原型炉を建設する際の、プラズマ容器材料などの選定が行われる。施設は、電子顕微鏡や放射線測定器、材料検査装置類からなる施設。
- 国際核融合エネルギー研究部門は、ITER稼動前は、主にこれまでの研究炉で得られたデータ解析を行うことで、次の原型炉の概念設計や研究などを行う研究部門。ITER稼動後は、核融合実験炉の遠隔運転実験なども行う予定。なお、施設は、スーパーコンピュータ六ちゃん(Helios)や研究室からなる。

## 那珂サイト
- JT-60の改良によって実験を行う、新型研究炉JT-60SAによって、ITER稼動前の実証試験を行う予定。

## 沿革
- 2006年11月22日 - EUとのITER協定署名と同時に仮署名が行われ、実施費用920億円を日本とEUで折半する。
- 2007年2月5日 - 東京にて、EUとの間で本協定署名が行われる。
- 2007年6月1日 - 日本側の実施機関の指定が行われる。
- 2007年6月22日 - プロジェクトマネージャーを決定。
- 2007年9月14日 - 六ヶ所村サイト用地取得開始。那珂市サイトのJT-60の撤去開始

### 予定
基本的スケジュールは、ITERサイト内のBeyond ITER、PRELIMINARYを参照。
- ITERプロジェクトの全体行程表が、PRELIMINARY。
- 材料関連の試験を行う施設の運用計画は、IFMIFの欄。
- DEMO（名称未定だが、電力各社向けのデモンストレーション「実証」を意味する、DEMOを当てている）は、ITERやIFMIFの実験成果に基づき、建設が行われる予定の原型炉。ITERは、実証炉。

付記）基本的に、反応物理学分野における技術開発は次のステップからなる。第一段階：研究炉（基礎研究を行う反応炉）。第二段階：実証炉（反応実証試験を目的に行われる反応炉）。第三段階：原型炉（エンジニアリング的にコストや採算性を加味した反応炉）。第四段階：商用炉（実際に、電力各社によって発注され、建設が行われ商業運転を行う反応炉）。
現在までの所、小型化の目処は付いていないが、将来的には分からない。

### 運営機関
- 日本
  - 量子科学技術研究開発機構
- EU
  - ITERおよび核融合エネルギー研究のための欧州共同事業体（英語版）

### 研究テーマ
- 核融合
- 核融合炉

### 場所
- 青森県六ヶ所村
- 茨城県那珂市